# 科伊略爾科查湖 (安卡什大區)
8°39′43″S 77°48′37″W / 8.66194°S 77.81028°W
科伊略爾科查湖（Quyllurqucha），是秘魯的湖泊，位於該國北部安卡什大區，處於安第斯山脈的布蘭卡山脈地區，長0.75公里、寬0.44公里，海拔高度4,066米。